# Jan Ziółkowski
Pour les articles homonymes, voir Ziolkowski.
Jan Ziółkowski, né le 5 juin 2005 à Varsovie, est un footballeur polonais qui évolue au poste de défenseur central au Legia Varsovie.

## Biographie

### Carrière en club
Originaire de Varsovie, Ziółkowski évolue au sein du centre de formation du Polonia jusqu'en 2022, puis rejoint le Legia où il intègre l’équipe réserve en III liga (quatrième division polonaise).
Il fait ses débuts en équipe première le 5 mai 2024 en entrant en jeu à la 84e minute contre le Radomiak Radom en Ekstraklasa (défaite 0‑3). Progressivement intégré au groupe professionnel, il prolonge en septembre 2024 son contrat jusqu’en juin 2026, puis devient un titulaire régulier au cours de la saison 2024‑2025.
Le 2 mai 2025, il entre en jeu lors de la finale de la Coupe de Pologne remportée quatre buts à trois face au Pogoń Szczecin.

### En sélections nationales
Avec l'équipe de Pologne, Ziółkowski participe au éliminatoires du championnat d'Europe des moins de 19 ans en 2023.

## Palmarès

### En club
Legia Varsovie
- Supercoupe de Pologne
  - Vainqueur en 2024-2025
- Supercoupe de Pologne
  - Vainqueur en 2025.

### Distinctions individuelles
- Jeune joueur du mois de juillet 2024 en championnat de Pologne[6].